# 铁器时代 (长篇小说)
《铁器时代》（英語：Age of Iron），是南非英語作家约翰·马克斯韦尔·库切的长篇小说。

## 写作和出版
《铁器时代》在1990年写完和发表，是一部书信体长篇小说。

## 内容
“卡伦”太太是一个退休的历史教授，她住在南非开普敦，丈夫已经和她离婚了，她的女儿住在美国，医生告诉她她得了癌症，于是她开始写信给女儿，主要是记叙她看到的种族隔离下的悲剧，卡伦太太最后用安乐死结束了自己的生命。

## 主题和风格
《铁器时代》讲述了20世纪80年代南非社会的种族冲突问题。

## 译著
简体中文版本已经由翻译家文敏翻译出版。